# El final del viatge
"El final del viatge" (títol original en anglès "Journey's End") és el vintè episodi de la setena temporada, i el 172è de tota la sèrie, de la sèrie de televisió de ciència-ficció estatunidenca Star Trek: La nova generació. Es van emetre originalment el 28 de març de 1994 en redifusió als Estats Units. Va ser escrit per Ronald D. Moore i dirigit per Corey Allen.
Ambientada al segle XXIV, la sèrie segueix les aventures de la tripulació de la nau de la Flota Estel·lar de la Federació Enterprise-D sota el comandament del capità Jean-Luc Picard. En aquest episodi, Wesley Crusher qüestiona el seu futur, ja que l'Enterprise rep ordres d'expulsar per la força els descendents dels nadius nord-americans, anomenats "indis" al llarg de l'episodi, d'un planeta que s'està cedint als cardassians com a part d'un tractat.

## Argument
La Federació ha acordat lliurar diversos planetes colonitzats als cardassians com a part d'un tractat negociat durant molt de temps. L'Enterprise, entre altres naus de la Flota Estel·lar, té la tasca de traslladar aquests colons de la Federació. L'almirall Alynna Nechayev adverteix al capità Picard que els colons de Dorvan V són colons pueblo que volien crear una nova llar per a la seva cultura, i Picard els ha d'expulsar per qualsevol mitjà necessari. Abans que l'"Enterprise" surti cap a Dorvan V, Wesley arriba a bord de vacances des de l'Acadèmia de la Flota Estel·lar. Tanmateix, la seva mare, la Dra. Crusher, i els seus antics companys de tripulació el troben irritable i deprimit.
A Dorvan V, Picard negocia amb el consell tribal, dirigit per Anthwara. Picard suggereix que han trobat tres altres planetes natals propers amb condicions similars, però Anthwara insisteix que s'han de quedar a Dorvan V, ja que els seus avantpassats havien passat 200 anys per trobar un món amb les propietats espirituals adequades, i creu que trigaria el mateix temps a trobar-ne un altre. Anthwara revela que els avantpassats de Picard havien estat involucrats amb la revolta dels pueblo al segle XVII i que ell porta part d'aquesta culpa per intentar convèncer el Capità, un pensament que preocupa a Picard. Mentrestant, Wesley coneix Lakanta, un dels homes sants de la colònia, que li ordena que vagi a una missió de visió. Durant això, Wesley parla amb el seu pare, Jack Crusher, que fa temps que és mort, i aquest suggereix que Wesley està destinat a un destí diferent del seu.
Els cardassians, liderats per Gul Evek, arriben abans del previst i comencen a avaluar el planeta. Tot i que són pacífics, les tensions entre la Federació i els colons comencen a augmentar. Picard prepara la seva tripulació per transportar els colons a l'"Enterprise" per la força. Wesley sent parlar del pla i incita els colons a amotinar-se. Picard adverteix a Wesley contra les seves accions, cosa que fa que Wesley abandoni la Flota Estel·lar a l'instant. Wesley té una conversa sincera amb la Dra. Crusher, explicant-li sobre la recerca de la visió i que mai va pensar que la Flota Estel·lar fos adequada per a ell. La Dra. Crusher li recorda el Viatger, que li va dir que Wesley era especial, i que podria estar destinat a coses millors, i que faci el que faci, ella estarà orgullosa d'ell.
Aparentment, els colons prenen com a ostatges alguns dels cardassians, i Picard i Gul Evek intenten arribar a una solució. Gul Evek esmenta que ha perdut dos fills a la guerra amb la Federació i no vol perdre el seu últim. Esclata una baralla a la superfície i Wesley intenta aturar-la, però acaba congelant el temps. Lakanta es revela com el Viatger i està disposat a ajudar a guiar Wesley en el seu nou camí. Wesley hi accedeix i els dos marxen; els combats continuen i els cardassians pateixen baixes. Gul Evek accepta evacuar el seu poble per acabar amb els combats. Finalment, Anthwara afirma que els colons han decidit renunciar a la seva ciutadania de la Federació, i Gul Evek afirma que els cardassians els permetran romandre al planeta com a ciutadans seus. Quan l'"Enterprise" torna a l'espai de la Federació, Wesley s'acomiada i se'n va amb el Viatger.

## Actors convidats
- Wil Wheaton - Wesley Crusher
- Tom Jackson - Lakanta
- Natalija Nogulich - Almiralll Nechayev
- Ned Romero - Anthwara
- George Aguilar - Wakasa
- Richard Poe - Gul Evek
- Eric Menyuk – El viatger
- Doug Wert - Jack Crusher

## Producció
Aquest episodi amplia la història de "Star Trek: La nova generació" sobre els cardassians, una raça alienígena humanoide que acaba de concloure una guerra amb la Federació. S'amplien significativament a Star Trek: Deep Space Nine (1993–1999), que va començar a la meitat de la sisena temporada de TNG, i els esdeveniments també proporcionen una història de fons a Star Trek: Voyager, que es va estendre de 1995 a 2001.
- "La ferida" (28 de gener de 1991)
- "L'alferes Ro" (7 d'octubre de 1991)
- "Cadena de comandament" (Part I i Part II, 14 de desembre de 1992 i 21 de desembre de 1992)
- "Cobertes inferiors" (7 de febrer de 1994)
- "Atac amb dret de prioritat" (16 de maig de 1994)

Wesley havia marxat cap a l'Acadèmia de la Flota Estel·lar a la temporada 4 ("Missió final") i hi ha un episodi sobre el seu temps a l'acadèmia a "El primer deure".
La història bàsica d'aquest episodi va ser escrita per Shawn Piller (fill de Michael Piller) i Antonia Napoli. Va ser tan revisada per Ronald D. Moore que Piller i Napoli apareixen als crèdits només amb la frase "basat en material de".
La idea que Wesley deixés la Flota Estel·lar va sorgir de Moore. Considerava incorrecte que al segle XXIV tothom hagués de somiar amb unir-se a la Flota Estel·lar. Wesley va ser retratat com un individu amb una aptitud excepcional per a les matemàtiques i la física avançades. Per a Moore, això contradeia la carrera d'oficial relativament clàssica que seguia Wesley. Per tant, volia que Wesley s'adonés en aquest episodi que havia triat una carrera a la Flota Estel·lar únicament per un sentit del deure envers Picard i el seu difunt pare, i que la seva veritable vocació era un altre lloc.

## Recepció crítica
Screenrant va classificar l'episodi entre els 10 pitjors episodis de la sèrie segons la seva puntuació a IMDb. Screenrant va criticar la lliçó moral de mà dura, així com el final, i va escriure "que la sèrie no sols va ensopegar, sinó que va caure de cap a peus".
Keith DeCandido el va qualificar a "tor.com" el 2013 com un episodi lleugerament superior a la mitjana de "Star Trek: La nova generació", que ofereix un comiat adequat per al personatge de Wesley Crusher. Tanmateix, va considerar que Wil Wheaton no fa una feina particularment bona interpretant el canvi de personatge de Wesley. DeCandido també va criticar la interpretació de Tom Jackson, que interpreta Lakanta com un clixé "indi savi". DeCandido va destacar positivament les interaccions de Picard amb Nechayev i Anthwara, així com la interpretació de Gul Evek. També va trobar interessant la resolució que es troba al final de l'episodi. Està lluny de ser perfecta, però en última instància és l'únic que funciona en aquesta situació.
El 2014, Ars Technica va incloure aquest episodi a la llista dels cinc pitjors episodis de la sèrie juntament amb "Moment indefens", "Trapelles", "L'Àngel" i "Reproducció clonal". "El final del viatge" és criticat per acabar precipitadament l'arc argumental de Wesley Crusher, que té lloc en un planeta estereotipat dels nadius americans i acaba amb un deus ex machina.
Alguns crítics han qualificat "El final del viatge" de ridícul i no genuí pel que fa al personatge de Jean-Luc Picard. El fet que senti culpa per alguna cosa que va fer un avantpassat seu fa diversos segles no encaixa amb la seva personalitat.
El 2021, Screen Rant va assenyalar que això marca la partida de Wesley per explorar l'univers amb el Viatjant. Tanmateix, assenyalen que torna a la pel·lícula del 2002 Nemesis. Van considerar que això no era una contradicció, perquè seria lògic que volgués tornar on se sentia més còmode, amb els seus col·legues de la Flota Estel·lar. Tanmateix, aquell mateix any van assenyalar que aquest era un dels mals finals de personatges de "Star Trek", i que la seva sortida "semblava completament fora de lloc".

## Llançaments en mitjans domèstics
Aquest episodi es va estrenar al Japó en LaserDisc el 9 d'octubre de 1998, com a part de la col·lecció de mitja temporada Log.14: Seventh Season Part.2. Aquest conjunt incloïa episodis des de "Cobertes inferiors" fins a la segona part de "Totes les coses bones...", amb pistes d'àudio en anglès i japonès.